# Utto (Abt)

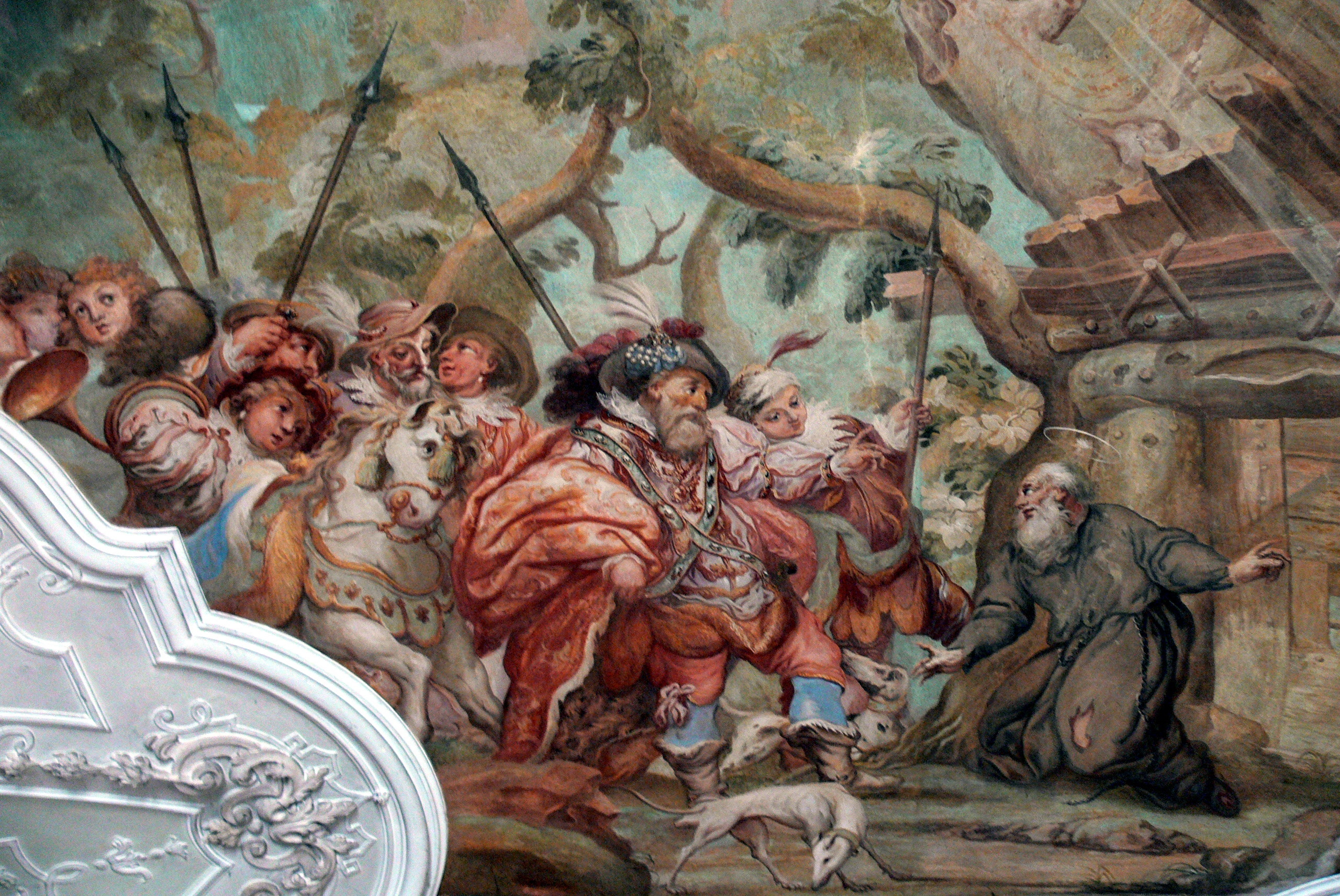
Utto begegnet Karl dem Großen (Fresko in der Vorhalle der Klosterkirche Metten)

Der selige Utto (bezeugt um 770/784) war der erste Abt des bayerischen Benediktinerklosters Metten. Sein Gedenktag ist der 3. Oktober.

## Leben und Wirken
Utto war vermutlich zunächst Mönch im Kloster Reichenau; sein Geburtsort ist unbekannt. Der Überlieferung nach war er ein Verwandter und das Patenkind des Priesters und Grundherrn Gamelbert im bayerischen Michaelsbuch, das einige Kilometer vor der Einmündung der Isar auf der rechten Seite der Donau liegt (bei der heutigen Stadt Plattling). Als Gamelbert um 766 auf seinem Besitz das Kloster Metten stiftete, soll er seinen Verwandten Utto mit der Besiedlung betraut haben. Utto, der mit zwölf weiteren Mönchen aus der Reichenau nach Metten kam, wurde von ihm zum ersten Abt des Klosters bestellt. Der Name des Abtes Utto von Metten erscheint 772 im Verbrüderungsbuch der Synode von Dingolfing und 784 im Verbrüderungsbuch der Abtei Sankt Peter in Salzburg.

## Legende
Als die spätmittelalterliche Legende Karl den Großen zum Gründer des Klosters Metten stilisierte, wurde Utto zum Einsiedler in den Wäldern bei Metten. Auf der Jagd sei Karl der Große mit ihm zusammengetroffen und habe auf Bitten des frommen Mannes die Stiftung eines Klosters zu Ehren des heiligen Michael versprochenen (nach 788). An den Ort dieses angeblichen Zusammentreffens an einer Quelle erinnert seit dem 17. Jahrhundert eine kleine Kirche (Uttobrunn). Dieser Legende verdankt sich auch die (historisch nicht haltbare) Datierung des Todes des Seligen Utto in das Jahr 829.
1911 komponierte Max Kanzlsperger (1886–1963) auf einen Text des Mettener Konventualen Bonifaz Rauch eine „religiöse Kantate mit lebenden Bildern“ über Leben und Legende des seligen Utto.

## Reliquien

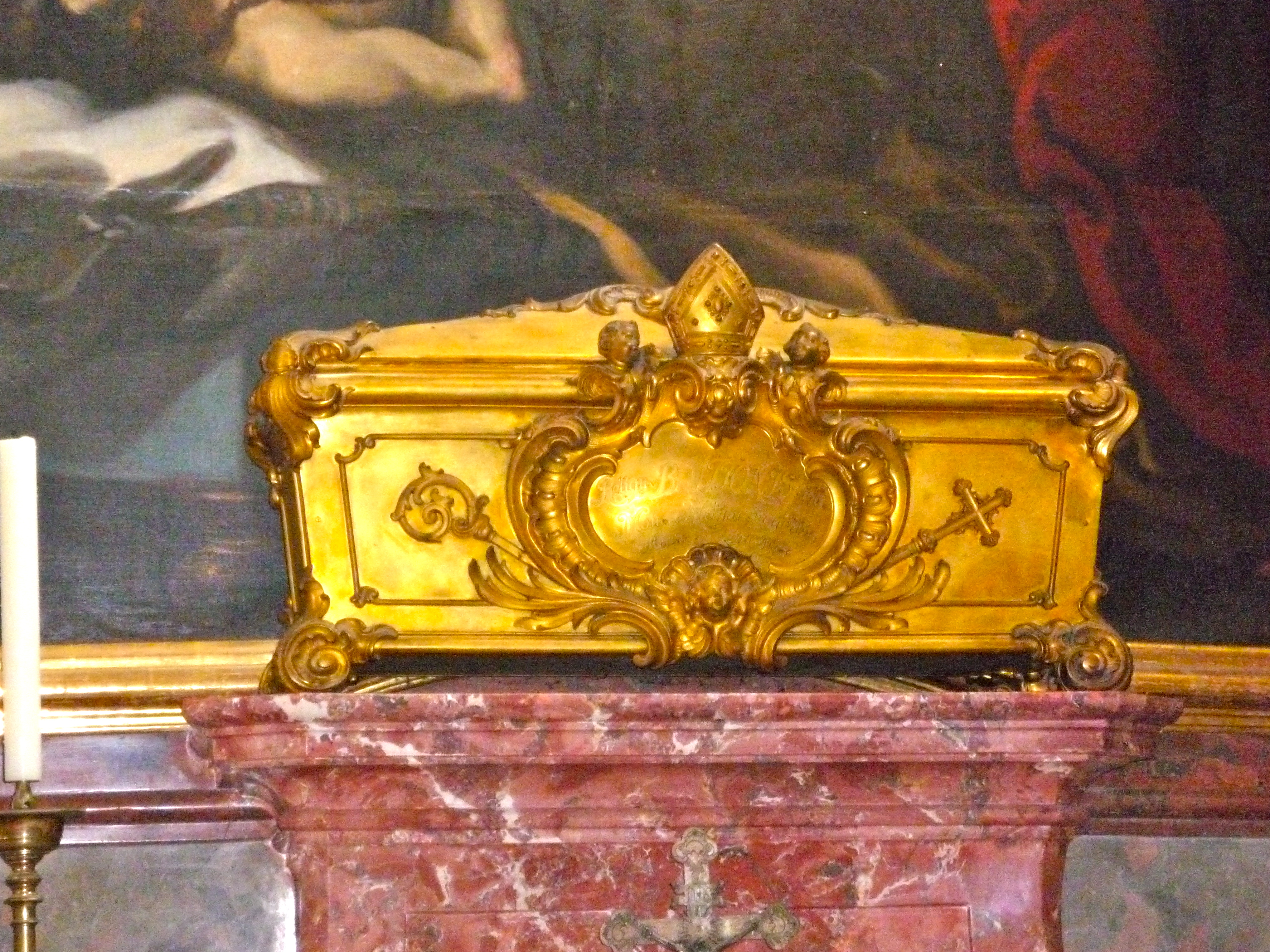
Schrein mit den Reliquien des seligen Utto in der Klosterkirche Metten

Im Kloster Metten wird bis heute ein mittelalterlicher Abtsstab verwahrt, der als Stab des seligen Utto verehrt wird. Die Curva aus Walrosszahn in Form eines Drachen, der ein Lamm mit Siegesfahne umgibt, kann aufgrund vergleichbarer Objekte jedoch nicht vor Beginn des 13. Jahrhunderts datiert werden. Der Stab selbst könnte älter sein, da ein Bronzeband unterhalb der Curva in romanischen Majuskeln die lateinische Inschrift trägt: QVOD DŇS [= Dominus] PETRO, PETRVS TIBI CONTVLIT, VTTO („Was der Herr dem Petrus übertragen hat, das hat Petrus dir übertragen, Utto“).